# Ninna nanna

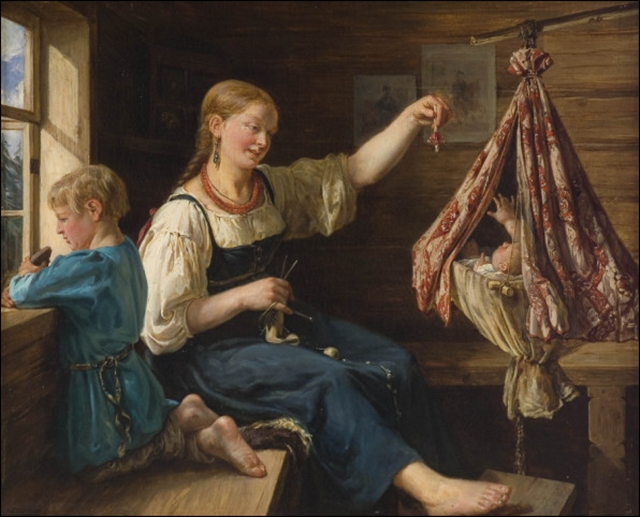
Lullaby di François Riss

Una ninna nanna è una melodia rasserenante cantata ai bambini per farli addormentare. L'idea alla base della ninna nanna è che un canto eseguito da una voce familiare induce i bambini ad addormentarsi. Ninna nanne si trovano nella cultura popolare di tutti i popoli.
Ninna nanne scritte da famosi compositori di musica classica prendono il nome di berceuse, che è il termine francese per ninna nanna, come la Berceuse scritta da Fryderyk Chopin nel 1844. La più famosa ninna nanna è sicuramente il lied Wiegenlied di Johannes Brahms, scritto dal compositore tedesco per una certa Berta Faber in occasione della nascita del suo secondo figlio.

## Il progettoLullabies of Europe
La Commissione europea ha creato il progetto Lullabies of Europe per raccogliere tutte le ninna nanne nelle diverse lingue della Comunità per preservarne il patrimonio culturale. Un elenco delle ninna nanne raccolte, tradotto in sette lingue (inglese, ceco, danese, italiano, romeno, greco e turco), è presente sul sito internet Lullabies of Europe.

### Ninna nanne ceche (Ukolébavky)
Spi, Janíčku, spi (Dormi, Janíček, dormi). Questa vivace ninna nanna fu raccolta in Moravia da František Sušil (1804-1868), prete ed attivista della rinascita nazionale ceca. Egli raccolse canti in Moravia, Slesia ed anche nei villaggi slavi dell'Austria. Questa ninna nanna usa il nome proprio di un bambino, Janíček, che è usato familiarmente per il nome maschile Jan, molto commune. Nel contenuto si trova qualcosa di un po' irreale, infatti, al bambino vengono promesse una mela verde ed una rossa, ma anche una blu, se si addormenterà
Ukolébavka (Ninna nanna). Questa ninna nanna fu pubblicata nel 1633 ne ‘L'Informatorium della Scuola Infantile' di Johan Amos Comenius (1592 – 1670). Questo libro è probabilmente il primo trattato sullo sviluppo e l'educazione dei bambini fino a sei anni, nella famiglia. Comenius sottolineò, fra altre tematiche, la necessità di offrire stimoli sensoriali ed emozionali nella prima infanzia. Per le madri e le bambinaie, Comenius volle quindi includere il testo ceco e la musica di Ukolébavka, ninna nanna del XVI secolo, del predicatore Mathesius.
Hajej můj andílku (Angioletto mio). Questa è una delle ninnananne ceche più melodiose, raccolta inizialmente da Karel Jaromír Erben (1811-1870), scrittore romantico ceco, poeta e collezionista di canti popolari e fiabe cechi. Il testo si riferisce in particolare alla madre che culla il suo bambino.
Halí, dítě (Fai la ninna, bambino). Questa ninna nanna fu raccolta da František Bartoš (1837-1906), pedagogo ed etnografo che collezionò canti moravi. Il secondo verso annuncia che la persona che culla il bambino si allontanerà appena questi si sarà addormentato, ma nel terzo verso troviamo che non andrà lontano: si recherà nel giardino nella valle, a raccogliere lamponi.
Halaj, belaj, malučký (Dormi, dormi, piccolo). Questa ninna nanna proviene dalla Moravia orientale, dove il dialetto viene influenzato dallo slovacco. I canti popolari sono simili a quelli slovacchi al di là del confine. Al bambino o alla bambina, si promette il cibo perfetto per l'infanzia, il kašička, una soffice mistura di latte e farina (di solito d'avena).

### Ninna nanne danesi (Vuggeviser)
Solen er så rød, mor (Il sole è così rosso, mamma). Per i danesi, questa è una ninna nanna classica. Fu scritta nel 1920 dal romanziere, drammaturgo e poeta danese Harald Bergstedt (1877-1965), e la musica fu composta da Carl Nielsen (1865-1931), compositore classico di fama mondiale.
Elefantens vuggevise (La ninna nanna dell'elefante). Questa è una delle ninna nanne più popolari ed è considerata un classico delle ninna nanne danesi. Il tema tratta degli animali esotici, il contenuto ed il testo sono semplici e di facile comprensione per un bambino. Per rendere questa canzone politicamente corretta, negli anni novanta fu sostituita la parola negerdukkedreng (bambolotto negro) con kokosnød (noce di cocco). Il testo della canzone fu scritto nel 1948 dallo scrittore e poeta, Harald H. Lund e la musica fu composta da Mogens Jermiin Nissen (1906-72), scrittore e musicista.
Godnatsang (Canzone della buona notte). I testi e la musica di questa ninna nanna, molto popolare, sono stati composti da Sigurd Barrett (1967), pianista, compositore e conduttore di un programma televisivo per bambini, in Danimarca, assieme a un suo collega, il musicista Steen Nikolaj Hansen. Sigurd di solito canta questa canzone alla fine del suo programma per bambini. Questa ninna nanna presenta un tema riguardante il sonno. Il giorno è finito e dobbiamo dormire e riposarci, così potremo essere di nuovo freschi, al mattino.
Mues sang få Hansemand (La canzone della mamma per il piccolo Hans). Questa ninna nanna proviene dalla zona meridionale dello Jutland, è molto antica e non si conosce l'anno in cui fu composta. Non è però molto conosciuta in tutta la Danimarca e questo si deve probabilmente al fatto che fu scritta nel dialetto dello Jutland. Le parole sono di Marie Thulesen (1878-1924) e la musica è del musicista danese Oluf Ring (1884-1946).
Jeg vil tælle stjernerne (Conterò le stelle). Questa ninna nanna fu scritta nel 1951 dal famoso poeta e scrittore danese, Halfdan Rasmussen (1915-2002). Rasmussen scrisse numerose rime e filastrocche di cui alcune sono ancora usate nelle lezioni dei primi anni di danese nelle scuole pubbliche, come ad esempio la Halfdans ABC.
La musica di questa ninnananna fu composta da Hans Dalgaard (1919 – 81). La canzone riporta una semplice storia che narra di un bambino che prova a contare le stelle con le dita delle mani e dei piedi.

### Ninna nanne inglesi (Lullabies)
Lavender's blue (La lavanda è blu ). È una canzone tradizionale usata come ninna nanna. Non si sa quando fu scritta o da chi, ma risale almeno al XVII secolo. Come molte ninna nanne, anche questa probabilmente è stata tramandata da una generazione all'altra ed ha subito modifiche nel tempo. Un inizio alternativo è Lavender‘s blue, dilly dilly, rosemary's green (La lavanda è blu, dilly dilly, il rosmarino è verde).
By Baby Bunting (Ciao, bimbo ‘fagottino’). Nell'inglese antico, le ninna nanne erano chiamate Byssinge ed il prefisso by significava sonnellino. Questa gioiosa canzoncina è tanto antica quanto le filastrocche inglesi. Le madri inglesi l'hanno cantata ai loro bambini e risulta familiare ovunque si parli la lingua inglese. La melodia è giunta fino ai nostri giorni senza variazioni. Come nelle ninna nanne di altri luoghi, la promessa di una ricompensa per un buon comportamento viene presentata al bambino. Nell'inglese odierno, la parola bunting potrebbe riferirsi a un tipo di uccello oppure a un panno soffice e spesso. Può essere però, semplicemente un appellativo affettuoso.
Hush, little baby (Ninna, nanna, piccolino). Questa è un'altra ninna nanna tradizionale e non sappiamo chi compose la musica o chi scrisse le parole. Si suppone che abbia origine nel nord America, poiché il tipo di uccello menzionato nella canzone, il tordo beffeggiatore, si trova nel continente americano. Le parole della ninna nanna promettono una serie di ricompense al bambino o alla bambina, se saranno quieti.
Twinkle twinkle little star (Brilla brilla stellina). Questa è una delle più popolari filastrocche inglesi e combina la melodia di una canzone francese del 1761 Ah! Vous dirai-je, Maman con la poesia inglese The Star di Jane Taylor. La poesia, con strofe composte di coppie di versi in rima, fu pubblicata nel 1806 in Rhymes for the Nursery, una raccolta di poesie di Jane Taylor e di sua sorella Ann. Il testo contiene cinque stanze, sebbene soltanto la prima è largamente conosciuta. Mozart scrisse dodici variazioni su Twinkle, Twinkle, Little star (Brilla, brilla, stellina), catalogate come Variazioni su Ah! Vous dirai-je, Maman.
Scottish Lullaby (Ninna nanna scozzese). Questa melodia tradizionale proviene dai fieri clan delle Highlands (regioni montagnose) scozzesi. Soltanto l'aria Cdul gu lo (Dormi fino all'alba) e non i versi originali scozzesi furono usati quando venne presentata una drammatizzazione di Guy Mannering di Sir Walter Scott. Per questo romanzo, Scott compose i versi di Lullaby for an Infant Child (Ninna nanna per un infante).
La storia delle Highlands e delle interminabili battaglie con cui i clan potevano preservare la loro sofferta indipendenza contro le schiaccianti disparità, sono evocate in questo primo canto per l'infanzia. Il sogno concerne lo squillo di tromba e l'ideale è il coraggio. Gli inglesi conoscono questi versi in forma di filastrocca e si tratta della versione abbreviata dei versi di Sir Walter Scott.

### Ninna nanne greche (Νανουρίσματα)
Νάνι μού το νάνι νάνι (Ninna, mio caro, ninna, nanna). Questa ninna nanna proviene dall'isola di Calimno, una delle isole del Dodecaneso, situata a Sud-Est dell'Egeo. Quest'isola combina la bellezza delle montagne, l'aroma dell'origano e del timo con le acque cristalline. In questa ninna nanna, in particolare, le parole sono influenzate dalla bellezza della natura. Calimno è anche famosa per le spugne e la produzione dell'olio d'oliva, il che spiega perché nella ninna nanna vengono menzionati gli ulivi ed il sole, elementi essenziali per gli abitanti di Calimno. Oltre alle parole ‘nani-nanì, abbiamo qui anche il suono ‘e e è che è molto popolare e comune nelle ninna nanne greche. Come per tutte le ninna nanne tradizionali greche, non si conoscono la data della composizione, l'autore del testo ed il compositore della musica.
Νάνι νάνι το παιδί μου (Ninna, nanna, bambino mio). La montuosa Kastoria, città greca situata nella Macedonia Occidentale, è il luogo di origine di questa ninna nanna. A Castoria vi sono molte aree coltivate e la regione è famosa specialmente per i vigneti, che non a caso sono citati nella ninna nanna. Vi sono anche molti allevamenti di bestiame e questo spiega i riferimenti all'agnello, alla capra e all'ovile. Un altro interessante elemento di questa composizione è l'uso di diminutivi, per esempio pecorella, capretta, ecc. Nella lingua greca, i diminutivi sono usati anche per indicare affetto profondo.
Ύπνε, που παίρνεις τα μικρά (Sonno, che prendi i piccoli). Questa ninna nanna, originariamente creata nell'isola di Tasso (Egeo settentrionale), si ascolta in tutta la Grecia con numerose variazioni. L'elemento del ‘Sonno’ (‘Ύπνος') è centrale. In molte ninna nanne greche ci si rivolge al Sonno al quale gentilmente si richiede di prendere il bambino nelle sue braccia e di aiutarlo ad addormentarsi. Secondo la mitologia greca, ‘Ύπνος' era il dio del sonno. La Notte era sua madre ed i suoi figli erano i Sogni.
In questa ninna nanna si menzionano l'Est e l'Ovest ad indicare la vastità del mondo. La madre desidera che il suo bambino cresca, sia alto come una montagna ed eretto come un cipresso, e che raggiunga grandi traguardi ad Est e ad Ovest, vale a dire nel mondo intero.
Ύπνε μου, επάρε μού το (Sonno caro, ti passo il mio bambino). Questa ninna nanna nasce nell'Italia meridionale. Popolazioni di lingua greca hanno abitato quella parte dell'Italia fin dall'VIII secolo a.C., quando le prime colonie greche si stabilirono nelle regioni del Salento, in Calabria, a Taranto e a Metaponto. Queste aree hanno una vasta produzione di rose e forse per questo, nella ninnananna, troviamo il riferimento alle rose ed al loro assortimento. La parola santoulos è una parola di origine italiana e significa padrino.
Τζοιμάται ο ήλιος στα βουνά (Il sole dorme sulle montagne). Questa ninna nanna, di tradizione greca, ebbe origine nell'isola di Egina, situata vicino alla città di Atene. Passata all'isola di Cipro, fu trasformata nel dialetto cipriota e vi si aggiunsero alcuni versi. La ninna nanna greca originale era formata soltanto dalla prima stanza. Non vi sono informazioni circa l'anno in cui fu creata o su chi abbia composto le rime e la musica. Non si sa neppure come fu introdotta e modificata a Cipro.
La ninna nanna parla del momento del tramonto, quando il sole e la pernice dormono ed anche i bambini dovrebbero dormire. La madre culla il suo bambino cercando di farlo addormentare. Bisogna parlare al bambino a bassa voce, per non svegliarlo. La canzone si riferisce anche alle proprietà terapeutiche del sonno: l'ultimo verso per curare il mio bambino mostra la convinzione che il sonno possa far guarire.

### Ninna nanne italiane (Ninna nanne)
Nana Bobò. Questa è una bella ed antica ninna nanna della laguna veneta. Influenze balcaniche e bizantine sono evidenti nella struttura della canzone. Colei che canta, augura salute e ricchezza all'amato bambino che non vuole dormire. La madre non è presente, è andata alla fontana a prendere dell'acqua. Questa ninna nanna presenta ulteriori versi che però contengono una quantità di parole dialettali, così, ai fini dell'apprendimento dell'italiano standard, soltanto alcuni versi sono inseriti.
Fai la Nanna, Mio Simone. Fai la nanna, mio Simone è un esempio delle ninna nanne tradizionali italiane. Le immagini ed i sentimenti che suggerisce sono quelli di una vita vissuta con semplicità e candore, nei tempi passati.
Questa canzone proviene dalla Toscana e presenta, all'inizio, un tono esuberante, seguito da un ritmo più dolce e più appropriato per una canzone da culla. La madre è con il suo bambino e guarda al futuro di questi con l'idea che egli seguirà il modello del padre, nella vita e nel lavoro.
Ninna nanna sette e venti. Antica ninna nanna che compare nel film ambientato nel medioevo Il nome della rosa, dove è cantata da Salvatore nel momento in cui sta per morire sul rogo. Di seguito la versione in toscano:
La Nine None.
Cuant ch'in cîl a ven le gnot e chi sês aí bessôi, se tu no tu duars inmó, jê ti cjale fís tai vôi. Quando il cielo si oscura e che siete lì da soli, se tu non dormi ancora, lei ti guarda negli occhi... È la ninna nanna della nonna da cantare al bambino o alla bambina finché si addormenta pensando alla nonna che verrà poi a darle l'ultimo bacio.
Questa dolce melodica ninna nanna fa parte del ricco folclore e delle villotte friulane. Un esempio del testo e della melodia si trova Nine None Lullaby Berceuse - YouTube.
Altre donne sono in piazza a conversare e passeggiare piacevolmente, ma la madre rimane a casa, per sorvegliare la cottura al forno di un tipo di pane chiamato focaccia, e ad occuparsi del suo bambino. L'inizio della canzone, come si menzionava, è giocoso e forte, con un testo che non sembrerebbe adatto a provocare il sonno del bambino, ma poi la ninna nanna assume un tono più calmo e rassicurante.
Stella stellina. Composta da Lina Schwarz è una delle ninna nanne più popolari in tutta l'Italia. Quando abbiamo chiesto a persone anziane se avessero ascoltato questa canzoncina nella loro infanzia, la risposta è stata positiva. Riteniamo, allora, che anche Stella stellina non sia una ninna nanna recente.
Fate la nanna, coscine di pollo. Molte madri italiane conoscono questa ninna nanna toscana che viene usata di solito senza alcuna variazione di testo. Con un po' di fantasia, possiamo pensare alla gambette di un bambino appena nato e paragonarle affettuosamente alle coscine di pollo. Il gonnello menzionato nella ninna nanna ci ricorda i tempi in cui le madri avevano il tempo di dedicare la loro attenzione ad attività quali i lavori all'uncinetto per i loro figli.
Ninna nanna dei suoni e dei colori. Questa è una ninna nanna contemporanea, composta in occasione del progetto europeo Languages from the Cradle. È scritta in italiano standard ed è dedicata a un bimbo e a una bimba che, mentre si addormentano e quando già sono immersi nel sonno, accanto ai loro genitori, esplorano in sogno un mondo fatto di colori e suoni ancor più belli di quelli percepibili nella realtà di veglia.

### Ninna nanne romene (Cântece de leagăn)
Culcă-te, puiuţ micuţ (Addormentati, piccino mio). Questa è un'antica ninna nanna della Romania occidentale e centrale (Cluj, Bihor, Năsăud), cantata ancora dalle donne che vivono in campagna e se ne possono ascoltare diverse versioni. Viene anche menzionata nei testi scolastici nella versione cantata da Maria Tănase (1913-1963), una famosa cantante folk rumena che contribuì grandemente a far conoscere la musica popolare rumena all'estero. Ecco un esempio della sua interpretazione: Maria Tanase - Cantec de leagan - YouTube
Nani, nani, puişor (Ninna, nanna dolce piccolino mio). Questa ninna nanna è usata in tutte le regioni della Romania. Inizia con le tipiche parole che inducono al sonno: nani, nani. La madre si augura che il bambino dorma a lungo, fino a mezzogiorno del dì seguente. In rumeno, la parola domani corrisponde a mâine, ma nella ninna nanna si può ascoltare un'antica variante, mâni. Vi è anche un diminutivo di mezzogiorno: prânzişor (prânz).
Culcă-mi-te mititel (Vai a dormire come un bimbo piccolino). Il titolo di questa ninna nanna è dato dal terzo verso della prima stanza invece che dal primo, poiché la quarta ninna nanna di questa selezione comincia con le stesse parole e si è voluto riservare a quest'ultima il titolo tratto dal primo verso. Culcă-Mi-Te Mititel è un antico canto per cullare i bambini, proveniente dalla regione della Montenia (Romania meridionale). La madre desidera che il suo bambino cresca e sia in grado di badare a pecore, agnelli ed anatroccoli nei campi. In campagna, i bambini giocano sempre con piccoli animali e fiori e, quando diventano un po' più grandi, continuano a prendersene cura. Mititel, măricel, bobocei, ghiocei, mieluşei, brebenei sono diminutivi della lingua rumena che vogliono comparare l'ambiente del bambino con elementi naturali che sono anch'essi piccoli e graziosi.
Nani, nani, puiù mamii (Ninna, nanna, il bambino della mamma). Questa è un'altra ninna nanna molto antica, nata nelle regioni meridionali della Romania, in Oltenia. È breve e ripete specifiche parole per indurre il bambino alla quiete e al sonno: nani è una parola tipica delle ninnananne; maică/maichii significa mamma mia/della mamma. In rumeno è comune rivolgersi ai bambini con le parole della mamma, per dimostrare affetto. Vi sono poi ancora dei vezzeggiativi: frumuşel da frumos (bello), voinicel da voinic (forte), stejărel da stejar (fiero).
Haia, haia, mică baia (Haia, haia, il bagnetto). Cantata nella regione del Banato (parte occidentale della Romania), questa ninna nanna è molto antica.
Inizia con le parole haia, haia che suggeriscono l'atto del cullare o del mettersi a giocare. Il tema principale della ninna nanna è la ripetizione del numero ventuno. In rumeno, il numero venti si dice douăzeci, ma nella ninnananna si può ascoltare douăzăşi, il modo in cui si pronuncia nella regione del Banato. Vi sono altri diminutivi quali cuculică e lululică che si riferiscono al nome di un uccellino, il cuculo, il cui canto ricorda il tempo binario che emerge dal dondolare la culla di un bambino.

### Ninna nanne turche (Ninniler)
Uyusun da büyüsün (Che il mio bambino cresca mentre dorme). Questa ninna nanna è inclusa nella categoria più estesa delle ninna nanne turche, quelle che esprimono auguri e desideri. In queste ninna nanne perlopiù è espresso il desiderio che il bambino si addormenti. Generalmente, esprimono ciò che la madre desidera per la sua bambina o per il suo bambino, inclusi benefici materiali come giocattoli, vestiti, cibi e bevande. La madre desidera che i suoi figli abbiano una lunga vita e che realizzino belle imprese ed una carriera di successo.
Nella prima strofa di questa ninna nanna, la madre esprime il desiderio che la sua bambina cresca sana. È usata, inoltre, l'espressione onomatopeica tıpısh tıpısh, per rendere il suono dei passi della bambina. Nella seconda strofa, la madre descrive le mani e le braccia della sua piccola decorate con l'henna. Una volta era molto comune per i turchi applicare l'henna sulle mani delle bambine in segno di benedizione. Nell'ultima strofa, la madre esprime la speranza che una zia regali dei vestiti alla sua bambina.
Babanın Ninnisi (Ninna nanna del papà). Questa è una ninna nanna moderna composta da Özge İlayda. Sebbene sia stata composta ai nostri giorni, essa presenta, tuttavia, parole tradizionali come hu hu ed e-e-e.
Dandini Dandini Dastana (Dandini Dandini Dastana). Quasi tutti in Turchia conoscono la prima strofa di questa ninna nanna. È possibile cantarla con variazioni del primo verso o di quelli successivi. A prima vista, il verso iniziale può sembrare strano, in quanto il suo contenuto è piuttosto estraneo ai concetti che si hanno del mondo del bambino o della ninna nanna. Secondo alcune fonti (Karabaş, 1999:62), tuttavia, il significato è metaforico: dana (vitello) rappresenta il figlio, bostan (orto) è la vita, bostancı (giardiniere) sta per il padre e lahana (cavolo) rappresenta una ragazza che la madre del ragazzo non approva. In questa strofa, la madre chiede al padre (suo marito) di tenere lontana la ragazza.
Nella seconda stanza, la madre elogia, quasi adorando il suo bambino, paragonandolo alla luna.
Invoca il nome di Dio e chiede che lo tenga lontano dal malocchio. Elogiare la bellezza del bambino o della bambina è un tratto molto comune nelle ninna nanne turche. La madre usa diverse similitudini e paragona le labbra della sua bambina alle ciliegie, e le sopracciglia alla luna crescente o a una piuma. Per la madre, il suo bambino è più bello che qualsiasi altra cosa, perfino degli angeli. Questo concetto è espresso davvero bene in un famoso detto turco: “Persino il porcospino chiama il suo piccolo mio cucciolo dalle piume di seta”.
Nelle ultime due stanze, la madre esprime ciò che si augura per il futuro del suo bimbo, in rapporto al matrimonio e alla carriera: temi comuni a molte ninna nanne turche.
Sen bir güzel meleksin (Sei un magnifico angelo). Questa è una ninna nanna dallo stile più urbano che rurale. Oltre all'elogio, questa ninna nanna è un esempio del gran buon cuore della madre. Nella prima strofa, la madre paragona il suo bambino a un angelo, un fiore; egli diventa la mela dei suoi occhi. Nella strofa seguente, parla della sua casa che è piena di amore ed affetto e quindi prova a rassicurare il bimbo.
Adalardan çıktım yola (Ho lasciato le isole camminando). Conosciuta anche come Bebeğin beşiği çamdan (La culla del bambino è fatta di pino), questa ninna nanna è usata in tutta la Turchia, ma specialmente nelle regioni orientali. Nasce dalla vita nomade, stile di vita commune nell'Anatolia del passato, e narra di una triste storia.
Una donna nomade sposata al capo di una tribù, non ha bambini per sette anni, durante i quali vive una vita di sofferenze ed infelicità fra i membri della sua famiglia e della tribù. Alla fine, mette al mondo un bambino e quando questi raggiunge un mese o due d'età, giunge per la tribù il tempo di trasferirsi. La donna mette la culla del bambino su un cammello, ma allorché avanzano nel buio della foresta, la culla del bimbo rimane attaccata al ramo di un albero. Ignara del disastro, la donna continua il viaggio, pensando che la culla sia ancora sul cammello. Al mattino, quando comprende che la culla non è più sul cammello, si dispera, sconvolta. Appena la notizia si diffonde nella tribù, tutti giungono alla tenda. I parenti vanno in cerca del bambino per le strade che avevano percorso, ma il bimbo è stato già ucciso dagli uccelli predatori. Ascoltata la notizia, la donna impazzisce e si dirige verso la montagna per finire lì la sua vita.
Negli anni, sono state create molte versioni di questa ninna nanna. Le isole menzionate in questa versione erano Elmalı nella forma originaria, una città vicina ad Antalia, regione mediterranea della Turchia.